# Avenida do Imperador
Avenida do Imperador é uma via histórica da cidade de Fortaleza, Brasil. Está localizada no Centro. Foi planejada em 1875 por Adolfo Herbster, a partir do projeto de desenho viário em formato xadrez que formou base para o desenvolvimento urbano da cidade no século XIX.